# Golden Globe Award/Bester Hauptdarsteller – Komödie oder Musical
Gewinner und Nominierte für den Golden Globe Award in der Kategorie Bester Hauptdarsteller – Komödie oder Musical (seit 2005 Best Performance by an Actor in a Motion Picture – Musical or Comedy), die die herausragendsten Schauspielleistungen des vergangenen Kalenderjahres prämiert. Die Kategorie wurde im Jahr 1951 ins Leben gerufen. Von 1944 bis 1950 vergab die Hollywood Foreign Press Association (HFPA) einen Darstellerpreis (Best Actress in a Motion Picture) ohne Unterteilung nach Filmgenre (siehe Golden Globe Award/Bester Hauptdarsteller – Drama).
Sieben Mal wurde der beste Komödien- bzw. Musical-Darsteller später mit dem Oscar ausgezeichnet, zuletzt 2012 geschehen, mit der Preisvergabe an den Franzosen Jean Dujardin (The Artist). 1951–1954, 1956–1959, 1962, 1964, 1968, 1971, 1973, 1974, 1977, 1981, 1985, 1987, 1991, 1993–1996, 1999–2003, 2007, 2009–2011, 2018, 2020 und 2021 fand die preisgekrönte Filmrolle keine Berücksichtigung für den Oscar. Die seltene Ehre, in einem Jahr für zwei unterschiedliche Filmrollen nominiert zu werden, wurden 1964 dem US-Amerikaner Jack Lemmon (Das Mädchen Irma la Douce, Ein Ehebett zur Probe) und 2011 seinem Landsmann Johnny Depp (Alice im Wunderland, The Tourist) zuteil.
44 Mal konnten US-amerikanische Schauspieler den Darstellerpreis erringen (darunter der amerikanisch-kanadische Schauspieler Jim Carrey), gefolgt von ihren Kollegen aus Großbritannien (13 Siege), Australien (2 Siege) sowie den Siegen der beiden Italiener Marcello Mastroianni und Alberto Sordi, die als einzige Akteure für nicht-englischsprachige Rollen die Ehrung erhielten. Der Franzose Jean Dujardin wurde zwar 2012 für einen als Stummfilm angelegten Spielfilm geehrt, sprach jedoch in der Originalversion wenige Worte Englisch. Schauspieler aus dem deutschsprachigen Raum konnten sich bisher nicht in die Sieger- beziehungsweise Nominiertenliste einreihen.
| Statistik                         | Name           | Anzahl | Jahr                                                       |
| --------------------------------- | -------------- | ------ | ---------------------------------------------------------- |
| Häufigste Auszeichnungen          | Jack Lemmon    | 3      | 1960, 1961, 1973                                           |
| Häufigste Auszeichnungen          | Robin Williams | 3      | 1988, 1992, 1994                                           |
| Häufigste Nominierungen           | Jack Lemmon    | 10     | 1960, 1961, 1964, 1964, 1966, 1969, 1971, 1973, 1975, 1987 |
| Häufigste Nominierungen ohne Sieg | Cary Grant     | 5      | 1959, 1960, 1961, 1963, 1964                               |
| Häufigste Nominierungen ohne Sieg | Steve Martin   | 5      | 1982, 1985, 1988, 1990, 1996                               |

Die unten aufgeführten Filme werden mit ihrem deutschen Verleihtitel (sofern ermittelbar) angegeben, danach folgt in Klammern in kursiver Schrift der fremdsprachige Originaltitel. Die Nennung des Originaltitels entfällt, wenn deutscher und fremdsprachiger Filmtitel identisch sind. Die Gewinner stehen hervorgehoben an erster Stelle.

## 1950er Jahre
1951
Fred Astaire – Drei kleine Worte (Three Little Words)
- Dan Dailey – So ein Pechvogel (When Willie Comes Marching Home)
- Harold Lloyd – The Sin of Harold Diddlebock

1952
Danny Kaye – An der Riviera (On the Riviera)
- Bing Crosby – Hochzeitsparade (Here Comes the Groom)
- Gene Kelly – Ein Amerikaner in Paris (An American in Paris)

1953
Donald O’Connor – Du sollst mein Glücksstern sein (Singin’ in the Rain)
- Danny Kaye – Hans Christian Andersen und die Tänzerin (Hans Christian Andersen)
- Clifton Webb – Liebe, Pauken und Trompeten (Stars and Stripes Forever)

1954
David Niven – Wolken sind überall (The Moon Is Blue)

1955
James Mason – Ein neuer Stern am Himmel (A Star Is Born)

1956
Tom Ewell – Das verflixte 7. Jahr (The Seven Year Itch)

1957
Cantinflas – In 80 Tagen um die Welt (Around the World in Eighty Days)
- Marlon Brando – Das kleine Teehaus (The Teahouse of the August Moon)
- Yul Brynner ¹ – Der König und ich (The King and I)
- Glenn Ford – Das kleine Teehaus (The Teahouse of the August Moon)
- Danny Kaye – Der Hofnarr (The Court Jester)

1958
Frank Sinatra – Pal Joey
- Maurice Chevalier – Ariane – Liebe am Nachmittag (Love in the Afternoon)
- Glenn Ford – Geh nicht zu nah ans Wasser (Don't Go Near the Water)
- David Niven – Mein Mann Gottfried (My Man Godfrey)
- Tony Randall – Sirene in Blond (Will Success Spoil Rock Hunter?)

1959
Danny Kaye – Jakobowsky und der Oberst (Me and the Colonel)
- Maurice Chevalier – Gigi
- Clark Gable – Reporter der Liebe (Teacher’s Pet)
- Cary Grant – Indiskret (Indiscreet)
- Louis Jourdan – Gigi

## 1960er Jahre
1960
Jack Lemmon – Manche mögen’s heiß (Some Like It Hot)
- Clark Gable – Bei mir nicht (But Not for Me)
- Cary Grant – Unternehmen Petticoat (Operation Petticoat)
- Dean Martin – Wer war die Dame? (Who Was That Lady?)
- Sidney Poitier – Porgy und Bess (Porgy and Bess)

1961
Jack Lemmon – Das Appartement (The Apartment)
- Dirk Bogarde – Nur wenige sind auserwählt (Song Without End)
- Cantinflas – Pepe – Was kann die Welt schon kosten (Pepe)
- Cary Grant – Vor Hausfreunden wird gewarnt (The Grass Is Greener)
- Bob Hope – So eine Affäre (The Facts of Life)

1962
Glenn Ford – Die unteren Zehntausend (Pocketful of Miracles)
- Fred Astaire – In angenehmer Gesellschaft (The Pleasure of His Company)
- Richard Beymer – West Side Story
- Bob Hope – Junggeselle im Paradies (Bachelor in Paradise)
- Fred MacMurray – Der fliegende Pauker (The AbsentMinded Professor)

1963
Marcello Mastroianni – Scheidung auf italienisch (Divorzio all'italiana)
- Stephen Boyd – Spiel mit mir (Billy Rose’s Jumbo)
- Jimmy Durante – Spiel mit mir (Billy Rose’s Jumbo)
- Cary Grant – Ein Hauch von Nerz (That Touch of Mink)
- Charlton Heston – Es begann in Rom (The Pigeon That Took Rome)
- Karl Malden – Gypsy – Königin der Nacht (Gypsy)
- Robert Preston – Music Man (The Music Man)
- Alberto Sordi – Liebenswerte Gegner (The Best of Enemies)
- James Stewart – Mr. Hobbs macht Ferien (Mr. Hobbs Takes a Vacation)

1964
Alberto Sordi – Amore in Stockholm (Il diavolo)
- Albert Finney – Tom Jones – Zwischen Bett und Galgen (Tom Jones)
- James Garner – Getrennte Betten (The Wheeler Dealers)
- Cary Grant – Charade
- Jack Lemmon – Das Mädchen Irma la Douce (Irma la Douce)
- Jack Lemmon – Ein Ehebett zur Probe (Under the Yum Yum Tree)
- Frank Sinatra – Wenn mein Schlafzimmer sprechen könnte (Come Blow Your Horn)
- Terry-Thomas – Auch die Kleinen wollen nach oben (The Mouse on the Moon)
- Jonathan Winters – Eine total, total verrückte Welt (It’s a Mad Mad Mad Mad World)

1965
Rex Harrison ¹ – My Fair Lady
- Marcello Mastroianni – Hochzeit auf italienisch (Matrimonio all'italiana)
- Peter Sellers – Der rosarote Panther (The Pink Panther)
- Peter Ustinov ² – Topkapi
- Dick Van Dyke – Mary Poppins

1966
Lee Marvin ¹ – Cat Ballou – Hängen sollst du in Wyoming (Cat Ballou)
- Jack Lemmon – Das große Rennen rund um die Welt (The Great Race)
- Jerry Lewis – Boeing-Boeing (Boeing Boeing)
- Jason Robards – Tausend Clowns (A Thousand Clowns)
- Alberto Sordi – Die tollkühnen Männer in ihren fliegenden Kisten (Those Magnificent Men in Their Flying Machines)

1967
Alan Arkin – Die Russen kommen! Die Russen kommen! (The Russians Are Coming the Russians Are Coming)
- Alan Bates – Georgy Girl
- Michael Caine – Das Mädchen aus der Cherry-Bar (Gambit)
- Lionel Jeffries – Der Spion mit der kalten Nase (The Spy with a Cold Nose)
- Walter Matthau ² – Der Glückspilz (The Fortune Cookie)

1968
Richard Harris – Camelot – Am Hofe König Arthurs (Camelot)
- Rex Harrison – Doktor Dolittle (Doctor Dolittle)
- Richard Burton – Der Widerspenstigen Zähmung (The Taming of the Shrew)
- Dustin Hoffman – Die Reifeprüfung (The Graduate)
- Ugo Tognazzi – Unmoralisch lebt man besser (L'immorale)

1969
Ron Moody – Oliver (Oliver!)
- Fred Astaire – Der goldene Regenbogen (Finian’s Rainbow)
- Jack Lemmon – Ein seltsames Paar (The Odd Couple)
- Walter Matthau – Ein seltsames Paar (The Odd Couple)
- Zero Mostel – Frühling für Hitler (The Producers)

## 1970er Jahre
1970
Peter O’Toole – Goodbye, Mr. Chips
- Dustin Hoffman – John und Mary (John and Mary)
- Lee Marvin – Westwärts zieht der Wind (Paint Your Wagon)
- Steve McQueen – Der Gauner (The Reivers)
- Anthony Quinn – Das Geheimnis von Santa Vittoria (The Secret of Santa Vittoria)

1971
Albert Finney – Scrooge
- Richard Benjamin – Tagebuch eines Ehebruchs (Diary of a Mad Housewife)
- Elliott Gould – M.A.S.H. (MASH)
- Jack Lemmon – Nie wieder New York (The Out of Towners)
- Donald Sutherland – M.A.S.H. (MASH)

1972
Topol – Anatevka (Fiddler on the Roof)
- Bud Cort – Harold und Maude (Harold and Maude)
- Dean Jones – Die Millionen-Dollar-Ente (The Million Dollar Duck)
- Walter Matthau – Opa kann’s nicht lassen (Kotch)
- Gene Wilder – Charlie und die Schokoladenfabrik (Willy Wonka & the Chocolate Factory)

1973
Jack Lemmon – Avanti, Avanti! (Avanti!)
- Edward Albert – Schmetterlinge sind frei (Butterflies Are Free)
- Charles Grodin – Pferdewechsel in der Hochzeitsnacht (The Heartbreak Kid)
- Walter Matthau – Peter und Tillie (Pete ’n' Tillie)
- Peter O’Toole – Der Mann von La Mancha (Man of La Mancha)

1974
George Segal – Mann, bist du Klasse! (A Touch of Class)
- Carl Anderson – Jesus Christ Superstar
- Richard Dreyfuss – American Graffiti
- Ted Neeley – Jesus Christ Superstar
- Ryan O’Neal – Paper Moon

1975
Art Carney ¹ – Harry und Tonto (Harry and Tonto)
- James Earl Jones – Claudine
- Jack Lemmon – Extrablatt (The Front Page)
- Walter Matthau – Extrablatt (The Front Page)
- Burt Reynolds – Die härteste Meile (The Longest Yard)

1976
George Burns ² – Die Sunny Boys (The Sunshine Boys)

Walter Matthau – Die Sunny Boys (The Sunshine Boys)
- Warren Beatty – Shampoo
- James Caan – Funny Lady
- Peter Sellers – Der rosarote Panther kehrt zurück (The Return of the Pink Panther)

1977
Kris Kristofferson – A Star Is Born (A Star Is Born)
- Mel Brooks – Mel Brooks’ letzte Verrücktheit: Silent Movie (Silent Movie)
- Peter Sellers – Inspektor Clouseau, der „beste“ Mann bei Interpol (The Pink Panther Strikes Again)
- Jack Weston – Der Mörder lauert in der Sauna (The Ritz)
- Gene Wilder – Trans-Amerika-Express (Silver Streak)

1978
Richard Dreyfuss ¹ – Der Untermieter (The Goodbye Girl)
- Woody Allen – Der Stadtneurotiker (Annie Hall)
- Mel Brooks – Mel Brooks’ Höhenkoller (High Anxiety)
- Robert De Niro – New York, New York
- John Travolta – Nur Samstag Nacht (Saturday Night Fever)

1979
Warren Beatty – Der Himmel soll warten (Heaven Can Wait)
- Alan Alda – Nächstes Jahr, selbe Zeit (Same Time, Next Year)
- Gary Busey – Die Buddy Holly Story (The Buddy Holly Story)
- Chevy Chase – Eine ganz krumme Tour (Foul Play)
- George C. Scott – Movie Movie
- John Travolta – Grease

## 1980er Jahre
1980
Peter Sellers – Willkommen Mr. Chance (Being There)
- George Hamilton – Liebe auf den ersten Biss (Love at First Bite)
- Dudley Moore – Zehn – Die Traumfrau (10)
- Burt Reynolds – Auf ein Neues (Starting Over)
- Roy Scheider – Hinter dem Rampenlicht (All That Jazz)

1981
Ray Sharkey – Idolmaker – Das schmutzige Geschäft des Showbusiness (The Idolmaker)
- Neil Diamond – The Jazz Singer
- Tommy Lee Jones – Nashville Lady (Coal Miner’s Daughter)
- Paul Le Mat – Melvin und Howard (Melvin and Howard)
- Walter Matthau – Bluff Poker – Ein Schlitzohr packt aus (Hopscotch)

1982
Dudley Moore – Arthur – Kein Kind von Traurigkeit (Arthur)
- Alan Alda – Vier Jahreszeiten (The Four Seasons)
- George Hamilton – Zorro mit der heißen Klinge (Zorro, the Gay Blade)
- Steve Martin – Tanz in den Wolken (Pennies from Heaven)
- Walter Matthau – Ein Montag im Oktober (First Monday in October)

1983
Dustin Hoffman – Tootsie
- Peter O’Toole – Ein Draufgänger in New York (My Favorite Year)
- Al Pacino – Daddy! Daddy! Fünf Nervensägen und ein Vater (Author! Author!)
- Robert Preston – Victor/Victoria (Victor Victoria)
- Henry Winkler – Nightshift – Das Leichenhaus flippt völlig aus (Night Shift)

1984
Michael Caine – Rita will es endlich wissen (Educating Rita)
- Woody Allen – Zelig
- Tom Cruise – Lockere Geschäfte (Risky Business)
- Eddie Murphy – Die Glücksritter (Trading Places)
- Mandy Patinkin – Yentl

1985
Dudley Moore – Micki & Maude (Micki + Maude)
- Steve Martin – Solo für 2 (All of Me)
- Eddie Murphy – Beverly Hills Cop – Ich lös’ den Fall auf jeden Fall (Beverly Hills Cop)
- Bill Murray – Ghostbusters – Die Geisterjäger (Ghostbusters)
- Robin Williams – Moskau in New York (Moscow on the Hudson)

1986
Jack Nicholson – Die Ehre der Prizzis (The Prizzi’s Honor)
- Jeff Daniels – The Purple Rose of Cairo
- Griffin Dunne – Die Zeit nach Mitternacht (After Hours)
- Michael J. Fox – Zurück in die Zukunft (Back to the Future)
- James Garner – Die zweite Wahl – Eine Romanze (Murphy’s Romance)

1987
Paul Hogan – Crocodile Dundee – Ein Krokodil zum Küssen (Crocodile Dundee)
- Matthew Broderick – Ferris macht blau (Ferris Bueller’s Day Off)
- Jeff Daniels – Gefährliche Freundin (Something Wild)
- Danny DeVito – Die unglaubliche Entführung der verrückten Mrs. Stone (Ruthless People)
- Jack Lemmon – That’s Life! So ist das Leben (That’s Life!)

1988
Robin Williams – Good Morning, Vietnam
- Nicolas Cage – Mondsüchtig (Moonstruck)
- Danny DeVito – Schmeiß’ die Mama aus dem Zug! (Throw Momma from the Train)
- William Hurt – Nachrichtenfieber (Broadcast News)
- Steve Martin – Roxanne
- Patrick Swayze – Dirty Dancing

1989
Tom Hanks – Big
- Michael Caine – Zwei hinreißend verdorbene Schurken (Dirty Rotten Scoundrels)
- John Cleese – Ein Fisch namens Wanda (A Fish Called Wanda)
- Robert De Niro – Midnight Run – Fünf Tage bis Mitternacht (Midnight Run)
- Bob Hoskins – Falsches Spiel mit Roger Rabbit (Who Framed Roger Rabbit)

## 1990er Jahre
1990
Morgan Freeman – Miss Daisy und ihr Chauffeur (Driving Miss Daisy)
- Billy Crystal – Harry und Sally (When Harry Met Sally…)
- Michael Douglas – Der Rosenkrieg (The War of the Roses)
- Steve Martin – Eine Wahnsinnsfamilie (Parenthood)
- Jack Nicholson – Batman

1991
Gérard Depardieu – Green Card – Schein-Ehe mit Hindernissen (Green Card)
- Macaulay Culkin – Kevin – Allein zu Haus (Home Alone)
- Johnny Depp – Edward mit den Scherenhänden (Edward Scissorhands)
- Richard Gere – Pretty Woman
- Patrick Swayze – Ghost – Nachricht von Sam (Ghost)

1992
Robin Williams – König der Fischer (The Fisher King)
- Jeff Bridges – König der Fischer (The Fisher King)
- Billy Crystal – City Slickers – Die Großstadt-Helden (City Slickers)
- Dustin Hoffman – Hook
- Kevin Kline – Lieblingsfeinde – Eine Seifenoper (Soapdish)

1993
Tim Robbins – The Player
- Nicolas Cage – … aber nicht mit meiner Braut – Honeymoon in Vegas (Honeymoon in Vegas)
- Billy Crystal – Der letzte Komödiant – Mr. Saturday Night (Mr. Saturday Night)
- Marcello Mastroianni – Die Herbstzeitlosen (Used People)
- Tim Robbins – Bob Roberts

1994
Robin Williams – Mrs. Doubtfire – Das stachelige Kindermädchen (Mrs. Doubtfire)
- Johnny Depp – Benny und Joon (Benny & Joon)
- Tom Hanks – Schlaflos in Seattle (Sleepless in Seattle)
- Kevin Kline – Dave
- Colm Meaney – The Snapper – Hilfe, ein Baby! (The Snapper)

1995
Hugh Grant – Vier Hochzeiten und ein Todesfall (Four Weddings and a Funeral)
- Jim Carrey – Die Maske (The Mask)
- Johnny Depp – Ed Wood
- Arnold Schwarzenegger – Junior
- Terence Stamp – Priscilla – Königin der Wüste (The Adventures of Priscilla, Queen of the Desert)

1996
John Travolta – Schnappt Shorty (Get Shorty)
- Michael Douglas – Hallo, Mr. President (The American President)
- Harrison Ford – Sabrina
- Steve Martin – Ein Geschenk des Himmels – Vater der Braut 2 (Father of the Bride Part II)
- Patrick Swayze – To Wong Foo, thanks for Everything, Julie Newmar (To Wong Foo Thanks for Everything, Julie Newmar)

1997
Tom Cruise – Jerry Maguire – Spiel des Lebens (Jerry Maguire)
- Antonio Banderas – Evita
- Kevin Costner – Tin Cup
- Nathan Lane – The Birdcage – Ein Paradies für schrille Vögel (The Birdcage)
- Eddie Murphy – Der verrückte Professor (The Nutty Professor)

1998
Jack Nicholson ¹ – Besser geht’s nicht (As Good as It Gets)
- Jim Carrey – Der Dummschwätzer (Liar Liar)
- Dustin Hoffman – Wag the Dog – Wenn der Schwanz mit dem Hund wedelt (Wag the Dog)
- Samuel L. Jackson – Jackie Brown
- Kevin Kline – In & Out

1999
Michael Caine – Little Voice
- Antonio Banderas – Die Maske des Zorro (The Mask of Zorro)
- Warren Beatty – Bulworth
- John Travolta – Mit aller Macht (Primary Colors)
- Robin Williams – Patch Adams

## 2000er Jahre
2000
Jim Carrey – Der Mondmann (Man on the Moon)
- Robert De Niro – Reine Nervensache (Analyze This)
- Rupert Everett – Ein perfekter Ehemann (An Ideal Husband)
- Hugh Grant – Notting Hill
- Sean Penn – Sweet and Lowdown

2001
George Clooney – O Brother, Where Art Thou? – Eine Mississippi-Odyssee (O Brother, Where Art Thou?)
- Jim Carrey – Der Grinch (How the Grinch Stole Christmas)
- John Cusack – High Fidelity
- Robert De Niro – Meine Braut, ihr Vater und ich (Meet the Parents)
- Mel Gibson – Was Frauen wollen (What Women Want)

2002
Gene Hackman – Die Royal Tenenbaums (The Royal Tenenbaums)
- Hugh Jackman – Kate & Leopold
- Ewan McGregor – Moulin Rouge (Moulin Rouge!)
- John Cameron Mitchell – Hedwig and the Angry Inch
- Billy Bob Thornton – Banditen! (Bandits)

2003
Richard Gere – Chicago
- Nicolas Cage – Adaption – Der Orchideen-Dieb (Adaptation.)
- Kieran Culkin – Igby (Igby Goes Down)
- Hugh Grant – About a Boy oder: Der Tag der toten Ente (About a Boy)
- Adam Sandler – Punch-Drunk Love

2004
Bill Murray – Lost in Translation
- Jack Black – School of Rock (The School of Rock)
- Johnny Depp – Fluch der Karibik (Pirates of the Caribbean: The Curse of the Black Pearl)
- Jack Nicholson – Was das Herz begehrt (Something’s Gotta Give)
- Billy Bob Thornton – Bad Santa

2005
Jamie Foxx ¹ – Ray
- Jim Carrey – Vergiss mein nicht! (Eternal Sunshine of the Spotless Mind)
- Paul Giamatti – Sideways
- Kevin Kline – De-Lovely – Die Cole Porter Story (De-Lovely)
- Kevin Spacey – Beyond the Sea – Musik war sein Leben

2006
Joaquín Phoenix – Walk the Line
- Pierce Brosnan – Mord und Margaritas (The Matador)
- Jeff Daniels – Der Tintenfisch und der Wal (The Squid and the Whale)
- Johnny Depp – Charlie und die Schokoladenfabrik (Charlie and the Chocolate Factory)
- Nathan Lane – The Producers
- Cillian Murphy – Breakfast on Pluto

2007
Sacha Baron Cohen – Borat – Kulturelle Lernung von Amerika, um Benefiz für glorreiche Nation von Kasachstan zu machen (Borat: Cultural Learnings of America for Make Benefit Glorious Nation of Kazakhstan)
- Johnny Depp – Pirates of the Caribbean – Fluch der Karibik 2 (Pirates of the Caribbean: Dead Man’s Chest)
- Aaron Eckhart – Thank You for Smoking
- Chiwetel Ejiofor – Kinky Boots – Man(n) trägt Stiefel (Kinky Boots)
- Will Ferrell – Schräger als Fiktion (Stranger Than Fiction)

2008
Johnny Depp – Sweeney Todd – Der teuflische Barbier aus der Fleet Street (Sweeney Todd: The Demon Barber of Fleet Street)
- Ryan Gosling – Lars und die Frauen (Lars and the Real Girl)
- Tom Hanks – Der Krieg des Charlie Wilson (Charlie Wilson’s War)
- Philip Seymour Hoffman – Die Geschwister Savage (The Savages)
- John C. Reilly – Walk Hard: Die Dewey Cox Story

2009
Colin Farrell – Brügge sehen… und sterben? (In Bruges)
- Javier Bardem – Vicky Cristina Barcelona
- James Franco – Ananas Express
- Brendan Gleeson – Brügge sehen… und sterben? (In Bruges)
- Dustin Hoffman – Liebe auf den zweiten Blick (Last Chance Harvey)

## 2010er Jahre
2010
Robert Downey Jr. – Sherlock Holmes
- Matt Damon – Der Informant! (The Informant!)
- Daniel Day-Lewis – Nine
- Joseph Gordon-Levitt – (500) Days of Summer
- Michael Stuhlbarg – A Serious Man

2011
Paul Giamatti – Barney’s Version
- Johnny Depp – Alice im Wunderland (Alice in Wonderland)
- Johnny Depp – The Tourist
- Jake Gyllenhaal – Love and other Drugs – Nebenwirkung inklusive (Love and Other Drugs)
- Kevin Spacey – Casino Jack

2012
Jean Dujardin ¹ – The Artist
- Brendan Gleeson – The Guard – Ein Ire sieht schwarz (The Guard)
- Joseph Gordon-Levitt – 50/50 – Freunde fürs (Über)Leben (50/50)
- Ryan Gosling – Crazy, Stupid, Love.
- Owen Wilson – Midnight in Paris

2013
Hugh Jackman – Les Misérables
- Jack Black – Bernie – Leichen pflastern seinen Weg (Bernie)
- Bradley Cooper – Silver Linings – Wenn du mir, dann ich dir (Silver Linings Playbook)
- Bill Murray – Hyde Park on Hudson
- Ewan McGregor – Lachsfischen im Jemen (Salmon Fishing in the Yemen)

2014
Leonardo DiCaprio – The Wolf of Wall Street
- Christian Bale – American Hustle
- Bruce Dern – Nebraska
- Oscar Isaac – Inside Llewyn Davis
- Joaquín Phoenix – Her

2015
Michael Keaton – Birdman oder (Die unverhoffte Macht der Ahnungslosigkeit) (Birdman or (The Unexpected Virtue of Ignorance))
- Ralph Fiennes – Grand Budapest Hotel (The Grand Budapest Hotel)
- Bill Murray – St. Vincent
- Joaquin Phoenix – Inherent Vice – Natürliche Mängel (Inherent Vice)
- Christoph Waltz – Big Eyes

2016
Matt Damon – Der Marsianer – Rettet Mark Watney (The Martian)
- Christian Bale – The Big Short
- Steve Carell – The Big Short
- Al Pacino – Mr. Collins’ zweiter Frühling (Danny Collins)
- Mark Ruffalo – Infinitely Polar Bear

2017
Ryan Gosling – La La Land
- Colin Farrell – The Lobster
- Hugh Grant – Florence Foster Jenkins
- Jonah Hill – War Dogs
- Ryan Reynolds – Deadpool

2018
James Franco – The Disaster Artist
- Steve Carell – Battle of the Sexes – Gegen jede Regel (Battle of the Sexes)
- Ansel Elgort – Baby Driver
- Hugh Jackman – Greatest Showman (The Greatest Showman)
- Daniel Kaluuya – Get Out

2019
Christian Bale – Vice – Der zweite Mann (Vice)
- Lin-Manuel Miranda – Mary Poppins’ Rückkehr (Mary Poppins Returns)
- Viggo Mortensen – Green Book – Eine besondere Freundschaft (Green Book)
- Robert Redford – Ein Gauner & Gentleman (The Old Man & the Gun)
- John C. Reilly – Stan & Ollie

## 2020er Jahre
2020
Taron Egerton – Rocketman
- Daniel Craig – Knives Out – Mord ist Familiensache (Knives Out)
- Roman Griffin Davis – Jojo Rabbit
- Leonardo DiCaprio – Once Upon a Time in Hollywood
- Eddie Murphy – Dolemite Is My Name

2021
Sacha Baron Cohen – Borat Anschluss Moviefilm (Borat Subsequent Moviefilm)
- James Corden – The Prom
- Lin-Manuel Miranda – Hamilton
- Dev Patel – David Copperfield – Einmal Reichtum und zurück (The Personal History of David Copperfield)
- Andy Samberg – Palm Springs

2022
Andrew Garfield – Tick, Tick… Boom!
- Leonardo DiCaprio – Don’t Look Up
- Peter Dinklage – Cyrano
- Cooper Hoffman – Licorice Pizza
- Anthony Ramos – In the Heights

2023
Colin Farrell – The Banshees of Inisherin
- Diego Calva – Babylon – Rausch der Ekstase (Babylon)
- Daniel Craig –  Glass Onion: A Knives Out Mystery
- Adam Driver – Weißes Rauschen (White Noise)
- Ralph Fiennes – The Menu

2024
Paul Giamatti – The Holdovers
- Nicolas Cage – Dream Scenario
- Timothée Chalamet – Wonka
- Matt Damon – Air: Der große Wurf (Air)
- Joaquin Phoenix – Beau Is Afraid
- Jeffrey Wright – Amerikanische Fiktion (American Fiction)

2025
Sebastian Stan – A Different Man
- Jesse Eisenberg – A Real Pain
- Hugh Grant – Heretic
- Gabriel LaBelle – Saturday Night
- Jesse Plemons – Kinds of Kindness
- Glen Powell – A Killer Romance (Hit Man)

¹ = Schauspieler, die für ihre Rolle später den Oscar als Bester Hauptdarsteller des Jahres gewannen.

² = Schauspieler, die für ihre Rolle später den Oscar als Bester Nebendarsteller des Jahres gewannen.